# Myopus schisticolor
Myopus schisticolor là một loài động vật có vú trong họ Cricetidae, bộ Gặm nhấm. Loài này được Lilljeborg mô tả năm 1844.